# Nintetic
Nintetic är en ort i Mexiko.   Den ligger i kommunen Larráinzar och delstaten Chiapas, i den sydöstra delen av landet, 700 km öster om huvudstaden Mexico City. Nintetic ligger 2 044 meter över havet och antalet invånare är 250.
Terrängen runt Nintetic är lite bergig. Runt Nintetic är det ganska tätbefolkat, med 166 invånare per kvadratkilometer. Närmaste större samhälle är San Cristóbal de las Casas, 17,5 km sydost om Nintetic. Omgivningarna runt Nintetic är en mosaik av jordbruksmark och naturlig växtlighet.